# مارك ريفرز
مارك ريفرز (بالإنجليزية: Mark Rivers)‏ (26 نوفمبر 1975 في المملكة المتحدة - ) هو لاعب كرة قدم بريطاني في مركز الوسط. لعب مع نادي كارلايل يونايتد ونادي كرو ألكساندرا ونورويتش سيتي.

## وصلات خارجية
- مارك ريفرز على موقع قاعدة بيانات كرة القدم.إي يو (الإنجليزية)